# 1996 na ciência

## Eventos
- 5 de julho - A ovelha Dolly.
- 3 de Novembro – Arqueólogos franceses localizam o palácio de Cleópatra sob as águas do porto de Alexandria, no Egito.
- Síntese do elemento químico Copernício[1][2]

## Nascimentos
| Data | Nome | Profissão | Nacionalidade | Observações | Ref |
| ---- | ---- | --------- | ------------- | ----------- | --- |

## Mortes
| Data            | Nome                            | Profissão                  | Nacionalidade             | Observações                                                                    | Ref                 |
| --------------- | ------------------------------- | -------------------------- | ------------------------- | ------------------------------------------------------------------------------ | ------------------- |
| 12 de janeiro   | Bartel Leendert van der Waerden | matemático                 | Países Baixos             | n. 1903                                                                        |                     |
| 11 de fevereiro | Pierre Verger                   | etnólogo e fotógrafo       | França                    | n. 1902                                                                        |                     |
| 21 de fevereiro | Hans-Joachim Bremermann         | matemático, biofísico      | Alemanha                  | n. 1926                                                                        |                     |
| 15 de março     | Francis Joseph Murray           | matemático                 | Estados Unidos            | n. 1911                                                                        |                     |
| 14 de julho     | Kenneth Bainbridge              | físico nuclear             | Estados Unidos            | n. 1904                                                                        |                     |
| 17 de julho     | Thomas Kuhn                     | físico                     | Estados Unidos            | n. 1922                                                                        |                     |
| 1 de agosto     | Tadeusz Reichstein              | químico                    | Polónia                   | n. 1897 Nobel de Fisiologia ou Medicina 1950 Medalha Copley 1968               | [ 3 ] [ 4 ]         |
| 8 de agosto     | Nevill Francis Mott             | físico                     | Reino Unido               | n. 1905 Nobel da Física 1977 Medalha Hughes 1941 Medalha Real 1953             | [ 5 ] [ 6 ] [ 7 ]   |
| 20 de setembro  | Paul Erdős                      | matemático                 | Áustria-Hungria           | n. 1911 Prémio Cole Teoria dos números 1951 Prémio Wolf de Matemática 1983/4   | [ 8 ] [ 9 ]         |
| 26 de setembro  | Geoffrey Wilkinson              | químico                    | Reino Unido               | n. 1921 Nobel da Química 1973 Medalha Davy 1996 Medalha Real 1981              | [ 10 ] [ 11 ] [ 7 ] |
| 11 de outubro   | Lars Valerian Ahlfors           | matemático                 | Finlândia                 | n. 1907 Medalha Fields 1936 Prémio Wolf de Matemática 1981                     | [ 12 ] [ 9 ]        |
| 11 de outubro   | William Vickrey                 | economista                 | Estados Unidos            | n. 1914 Nobel de Economia 1996                                                 | [ 13 ]              |
| 16 de outubro   | Hunter Rouse                    | engenheiro                 | Estados Unidos            | n. 1906 Medalha Theodore von Karman 1963                                       | [ 14 ]              |
| 1 de novembro   | Eric Reissner                   | matemático e engenheiro    | Alemanha / Estados Unidos | n. 1913 Medalha Theodore von Karman 1964 Medalha Timoshenko 1973               | [ 14 ] [ 15 ]       |
| 21 de novembro  | Abdus Salam                     | físico                     | Reino Unido (Paquistão)   | n. 1926 Nobel da Física 1979 Medalha de Ouro Lomonossov 1983 Medalha Real 1978 | [ 5 ] [ 16 ] [ 7 ]  |
| 3 de dezembro   | Georges Duby                    | historiador                | França                    | n. 1919                                                                        |                     |
| 6 de dezembro   | José Pinto Peixoto              | geofísico e meteorologista | Portugal                  | n. 1922                                                                        |                     |
| 18 de dezembro  | Juliï Borisovich Khariton       | físico                     | União Soviética           | n. 1904                                                                        |                     |
| 20 de dezembro  | Carl Sagan                      | astrónomo e biólogo        | Estados Unidos            | n. 1934                                                                        |                     |

## Prémios

### Medalha Albert Einstein
- Thibault Damour[17]

### Medalha Arthur L. Day
- Robert A. Berner[18]

### Medalha Bruce
- Albert E. Whitford[19]

### Medalha Copley
- Alan Cottrell[4]

### Medalha Davy
- Geoffrey Wilkinson[11]

### Medalha Guy
- ouro - Peter Whittle[20]
- prata - Stephan Lauritzen[21]
- bronze - J.N.S. Matthews[22]

### Medalha Hughes
- Amyand Buckingham[23]

### Medalha de Ouro Lomonossov
- Nikolai Nikolaevich Krasovsky[16] e Friedrich Hirzebruch[16]

### Medalha de Ouro da Royal Astronomical Society
- K. Creer[24] e Vera Rubin[24]

### Medalha Penrose
- John R. L. Allen[25]

### Medalha Real
- Robert Hinde,[7] Jack Heslop-Harrison[7] e Andrew Wiles[7]

### Prémio Nobel
- Física - David M. Lee,[5] Douglas D. Osheroff,[5] Robert C. Richardson[5]
- Química - Robert Curl,[10] Sir Harold Kroto,[10] Richard Smalley[10]
- Medicina - Peter C. Doherty,[3] Rolf M. Zinkernagel[3]
- Economia - James A. Mirrlees,[13] William Vickrey[13]